# Kosovo polje
Kosovo polje je krško polje u Kninskoj krajini. Površine je 33 km², dugo je oko 13,5 kilometara i široko oko 5 kilometara. Kroz polje protječe rijeka Kosovčica, koja je lijeva pritoka Krke. Južno se nalazi Petrovo polje, a sjeverno Kninsko polje.
Naselja u polju su: Biskupija, Markovac, Orlić, Riđane, Ramljane i Zvjerinac. Sva navedena naselja pripadaju Općini Biskupija.

## Povijest
Dana 9. srpnja 1989. na Kosovu polju održan je skup Srba iz Hrvatske, koji se smatra početkom srpske pobune u Hrvatskoj. Prvotno je to trebala biti euharistija kod pravoslavne crkve (Manastir Lazarica u Zvjerincu), ali se to pretvorilo u politički skup mržnje, na kojem su Srbi nosili četnička obilježja i vikali nacionalističke, uglavnom velikosrpske parole, pokazujući svoju mržnju prema Hrvatima. Čelništvo tadašnje SR Hrvatske osudilo je skup, a bilo je uhićeno 14 mitingaša.